# Lauren Williams
Lauren Williams (Toronto, 1981) és una lluitadora professional canadenca que treballa per la Total Nonstop Action Wrestling (TNA), sota el nom d'Angelina Love. També treballa en diverses promocions independents on fa servir el nom d'Angel Williams.
Entre els seus triomfs destaquen cinc regnats com a Campiona Femenina de la TNA  i un regnat com a Campiona femenina en parelles de la TNA.

## Carrera

### Inicis
Angelina Love va començar en el món de la lluita lliure professional l'any 2000, treballant en promocions independents del Canadà. Durant aquest període fou mànager dels lluitadors Chris Sabin i Eric Young. Posteriorment va començar a entrenar amb Rob Fuego per arribar a convertir-se en una lluitadora professional. Va treballar per un breu període per la Total Nonstop Action Wrestling (TNA), l'any 2004, lluitant en programes de TNA Xplosion enfront a Trinity.

### Deep South Wrestling
Mentre estava treballant en promocions independents dels Estats Units, la World Wrestling Entertainment (WWE) la va contractar per entrenar a una empresa de desenvolupament. Va ser assignada a la Deep South Wrestling (DSW), on va començar a ajudar a Johnny Parisi a l'estiu de 2005. El 8 de setembre de 2005, va guanyar la seva primera lluita derrotant a Michelle McCool.
El 9 de frebrer de 2006 va patir una lesió en una gravació de la DSW, però va participar igualment en un concurs de bikinis; on no va poder revelar el seu bikini, ja que Palmer Cannon. Degut a la seva lesió no va poder seguir lluitant pel que el 28 de febrer es va sotmetre a una operació.
Va retornar a la DSW el setembre de 2006. Durant el novembre va començar a ajudar a The Gymini, però aquesta unió va durar poc perquè el febrer de 2007 ambdós varen ser acomiadats de la DSW.

### Circuit independent
Després de la seva sortida de DSW, al maig de 2007 va treballar per l'Associació Mexicana Asistencia Asesoría y Administración (AAA), on va usar el nom Canadian Angel. A més va aparèixer en el show The Jenny Jones Show

### Total Nonstop Action Wrestling

#### 2007-2008
El setembre de 2007 va ser contractada per la TNA per a participar en el show Bound for Glory; va debutar amb el nom Angel Williams participant en una lluita que va coronar a la primera Campiona Femenina de la TNA; durant dita lluita fou eliminada per Gail Kim i O.D.B., Gail Kim va ser la guanyadora. En el Genesis va competir en un altre combat pel títol femení on Gail Kim va retenir el seu campionat.
Més tard va canviar el seu nom a Angelina Love i va formar una aliança amb Velvet Sky, fent-se dir "Velvet-Love Entertainment", nom que després canviaren a The Beautiful People. Ambdues derrotaren a O.D.B. i Roxxi Laveaux en el Turning Point. El 13 de març junt amb Velvet Sky, es tornà heel quan, junt amb Velvet, maquillaren a Roxxi Laveaux, només per atacar-la posteriorment. En el Lockdown va ser derrotada per Roxxi en la lluita "Queen of the Cage".
En el Hard Justice, fou derrotada (junt amb Awesome Kong i Velvet Sky) per l'equip de Taylor Wilde, Gail Kim & O.D.B..
Després començar un enfrontament amb Taylor Wilde, en aquell moment campiona femenina, qui la va derrotar en No Surrender en un combat on el títol estava en joc. En el Bound for Glory IV, junt amb Velvet Sky i Kip James, fou derrotada per ODB, Rhaka Khan i Rhino.

#### 2009
En el Lockdown, va derrotar a Awesome Kong i Taylor Wilde, guanyant el seu primer Campionat Femení de la TNA. En el Sacrifice va retenir el campionat femení. Després d'això començà un enfrontament amb Tara, retenint el títol en el Slammiversary. El 24 de juny va perdre el campionat femeni enfront a Tara; però la va derrotar en el Victory Road coronant-se campiona per segona vegada. En Hard Justice va perdre el títol enfront a ODB; ella i Velvet Sky varen culpar a Madison Rayne de la derrota i la van expulsar del grup. El 3 de setembre es va comunicar oficialment que havia estat acomiadada de l'empresa perquè el seu visat havia vençut.

#### 2010
Va retornar a TNA com a face el 14 de gener de 2010, atacant a The Beautiful People (Madison Rayne, Lacey Von Erich & Velvet Sky), començant una baralla amb elles, perquè Madison Rayne i Velvet l'havien reemplaçat per Lacey Von Erich. El 5 d'abril va guanyar el Lockbox eight Knockout elimination tag team match, on va guanyar per tercera vegada el Campionat Femeni de la TNA. En el Lockdown s'enfrontà junt amb Tara, apostant el seu campionat femení, a les Beautiful People, que van posar el joc el seu Campionats Femenins en Parelles de la TNA; lluita on Madison Rayne va cobrir a Tara fent que Angelina perdés el campionat i retenint els seus campionats.
El 20 d'abril es va lesionar, danyant-se el lligament del braç. Al seu retorn, va continuar el seu feu amb The Beautiful People. A Victory Road va posar en joc la seva carrera contra el Campionat Femení de la TNA, que posseïa Madison Rayne; guanyant per quarta vegada el campionat femení; ja que durant la lluita va interferir una motorista atacant-la, i segons les estipulacions, si un membre de les Beautiful People interferia a la lluita Angelina es coronava. Tot i això, el 13 de juliol (televisat el 22 de juliol) va haver de retornar el títol a Madison Rayne, ja que es va demostrar que la motorista no era cap de les membres de The Beautiful People. A la setmana següent va derrotar a Sarita, convertint-se en l'aspirant al títol femení. El 9 d'agost (televisat el 12 d'agost) va derrotar a Madison Rayne guanyant el seu cinquè Campionat Femení de la TNA.
En el PPV Bound for Glory va perdre el campionat enfront a Tara, en una lluita on també participaven Velvet Sky i Madison Rayne, i Mickie James com a àrbitre especial.
Va participar en un torneig per la vacant dels Campionats femenins en parelles, junt amb Velvet Sky van derrota a Daffney i Sarita a la primera ronda. Les Beautiful people arribaren a la final del torneig però Velvet Sky va resultar lesionada i va ser substituïda per Winter. El 9 de desembre, a la final del torneig, junt amb Winter van derrotar a Madison Rayne i Tara convertint-se en les noves campiones en parelles.
El 13 de març de 2011 van perdre els Campionats Femenins enfront a Sarita i Rosita.

## En lluita
- Moviments finals
  - Lights Out/Red Alert
  - Botox Injection (Bicycle kick)
  - Cramp Up / Cramp Clutch - DSW
- Moviments de firma
  - Diving crossbody
  - Hurricanrana
  - Spear
  - Running springboard arm drag
  - Leg-feed enzuigiri
  - Snapmare baseball slide
  - Shoulder jawbreaker
  - Spinning wheel kick
  - Tilt-a-whirl headscissors takedown
- Managers
  - Velvet Sky
  - Madison Rayne
  - Cute Kip
- Lluitadors dirigits
  - The Gymini
  - Prince Nana
  - Johnny Parisi
  - Jimmy Rave
  - Chris Sabin
  - Krissy Vaine
  - Eric Young
  - Velvet Sky